# Choquinha-dublê
Formigueiro-de-bertoni, choquinha-dublê ou trovoada-de-bertoni (nome científico: Drymophila rubricollis) é uma espécie de ave passeriforme da família Thamnophilidae pertencente ao gênero Drymophila. É nativa do centro-sudeste da América do Sul.

## Distribuição e hábitat
É endêmica da Mata Atlântica do sudeste do Brasil, (extremo sudeste de Minas Gerais, Rio de Janeiro e centro-leste de São Paulo para o sul até o oeste e o centro do Paraná e extremo norte do Rio Grande do Sul), leste do Paraguai (Canindeyú, Alto Paraná, Caazapá) e extremo nordeste da Argentina (norte de Misiones).
Esta espécie é considerada bastante comum em seu hábitat natural: o sub-bosque de florestas úmidas e suas bordas, principalmente até os 1800 m de altitude no Rio de Janeiro e principalmente abaixo dos 1000 m mais ao sul. Prefere os densos emaranhados de taquarais. Pode ser simpátrica com a choquinha-da-serra (Drymophila genei), a choquinha-de-dorso-vermelho (D. ochropyga) e o dituí (D. ferruginea).

## Etimologia
O nome do gênero Drymophila provém do grego drumos, "floresta", e philos, "amante", significando "amante da floresta"; o nome da espécie rubricollis provém do latim ruber, "vermelho", e collis, "garganta", significando "de garganta vermelha".

## Taxonomia
A espécie D. rubricollis foi descrita pela primeira vez pelo zoólogo paraguaio Arnoldo de Winkelried Bertoni em 1901, sob o nome científico Formicivora rubricollis.
É uma parente próxima do dituí (Drymophila ferruginea), do qual até recentemente era tratada como coespecífica, porém as duas diferem na morfologia e na vocalização. É monotípica.